# Abell 262
| Abell 262                                               | Abell 262                  |
| ------------------------------------------------------- | -------------------------- |
| Zentralbereich von Abell 262 um NGC 708                 |                            |
| Aufnahme des Zentralbereichs mit einem 32-Inch-Teleskop |                            |
| Beobachtungsdaten Äquinoktium: J2000.0, Epoche: J2000.0 |                            |
| Sternbild                                               | Andromeda                  |
| Rektaszension                                           | 01h 52m,8                  |
| Deklination                                             | +36° 09′                   |
| Erscheinungsbild                                        |                            |
| Anzahl Galaxien                                         | > 100                      |
| Hellstes Mitglied                                       | NGC 708                    |
| Physikalische Daten                                     |                            |
| Zugehörigkeit                                           | Pisces-Perseus-Superhaufen |
| Rotverschiebung                                         | ca. 0,016                  |
| Radialgeschwindigkeit                                   | ca. 5000 km/s              |
| Entfernung                                              | ca. 200 Mio. Lichtjahre    |

Abell 262 ist ein Galaxienhaufen im Sternbild Andromeda, an der Grenze zu Triangulum. Der Name leitet sich von seinem Eintrag im Abell-Katalog ab. Abell 262 umfasst über 100 Galaxien und gehört zum Pisces-Perseus-Superhaufen. Der rund 200 Millionen Lichtjahre entfernte Haufen ist relativ locker und enthält verhältnismäßig viele Spiralgalaxien.

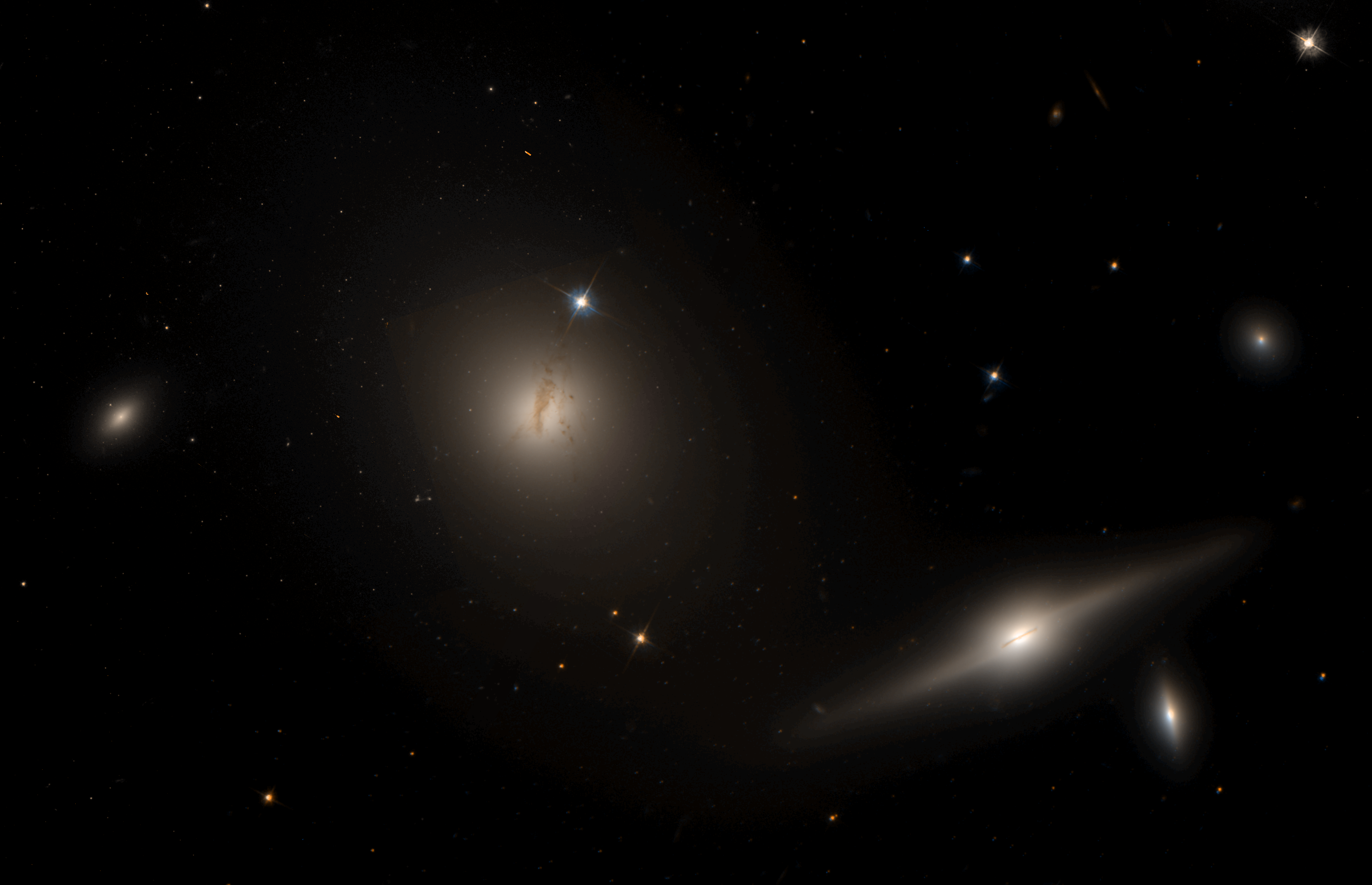
Aufnahme des Hubble-Weltraumteleskops von NGC 708 und NGC 705

Im Zentrum von Abell 262 befindet sich die elliptische cD-Galaxie NGC 708; daneben finden sich in seinem Zentrum die Galaxien NGC 703 und NGC 705 sowie das Galaxienpaar NGC 704. Zu den weiter außen gelegenen Mitgliedern zählt die große und helle elliptische Galaxie NGC 759.

## Mitglieder
Die folgende Tabelle listet einige Mitglieder des Haufens auf. Zu den Mitgliedern zählen weitere im New General Catalogue verzeichnete Galaxien, so auch  NGC 700, NGC 709 und NGC 710.
| Name    | α             | δ            | Typ  | mV        | Winkelausdehnung        | Positionswinkel | Katalogbezeichnungen                                              |
| ------- | ------------- | ------------ | ---- | --------- | ----------------------- | --------------- | ----------------------------------------------------------------- |
| NGC 700 | 01h 52m 16,8s | +36° 02′ 12″ |      | 14,6      | 0′,8 × 0′,7             |                 | PGC 6928, CGCG 522-3                                              |
| NGC 703 | 01h 52m 39,6s | +36° 10′ 17″ | S0-  | 13,3      | 0′,9 × 0′,7             | 50°             | UGC 1346, PGC 6957, MCG +6-5-29, CGCG 522-37, H III 562           |
| NGC 704 | 01h 52m 37,8s | +36° 07′ 32″ |      | 13,0 14,6 | 0′,6 × 0′,4 0′,4 × 0′,4 | 90°             | UGC 1343, PGC 6953, MCG +6-5-28, CGCG 522-34, V Zw 134, H III 563 |
| NGC 705 | 01h 52m 41,5s | +36° 08′ 38″ | S0/a | 13,7      | 1′,2 × 0′,3             | 114°            | UGC 1345, PGC 6958, MCG +6-5-30, CGCG 522-36, VI Zw 90, H III 564 |
| NGC 708 | 01h 52m 46,5s | +36° 09′ 07″ | cD   | 11,9      | 3′,0 × 2′,5             | 35°             | UGC 1348, PGC 6962, MCG +6-5-31, CGCG 522-39, H III 565           |
| NGC 709 | 01h 52m 50,6s | +36° 13′ 24″ | S0   | 14,2      | 1′,0 × 0′,5             | 135°            | PGC 6969, CGCG 522-40                                             |
| NGC 710 | 01h 52m 53,0s | +36° 03′ 10″ | Scd  | 13,5      | 1′,3 × 1′,2             | 45°             | UGC 1349, PGC 6972, MCG +6-5-33, CGCG 522-41, IRAS 01499+3548     |
| NGC 759 | 01h 57m 50,3s | +36° 20′ 35″ | E    | 12,8      | 1′,4 × 1′,4             |                 | UGC 1440, PGC 7397, MCG +6-5-67, CGCG 522-87, IRAS 01548+3605     |

Die vier im Zentralbereich des Haufens gelegenen Galaxien wurden alle im September 1786 von William Herschel entdeckt: NGC 704 am 12., NGC 703, NGC 705 und NGC 708 am 21. September. NGC 700 wurde am 28. Oktober 1850 von Bindon Blood Stoney, einem Assistenten von William Parsons, NGC 709 am 18. November 1877 von Johan Dreyer entdeckt. Die Galaxien NGC 710 und NGC 759 wurden beide durch Heinrich Louis d’Arrest entdeckt, erstere am 12. August 1863, zweitere 1865.